# أترابية (تصنيف)

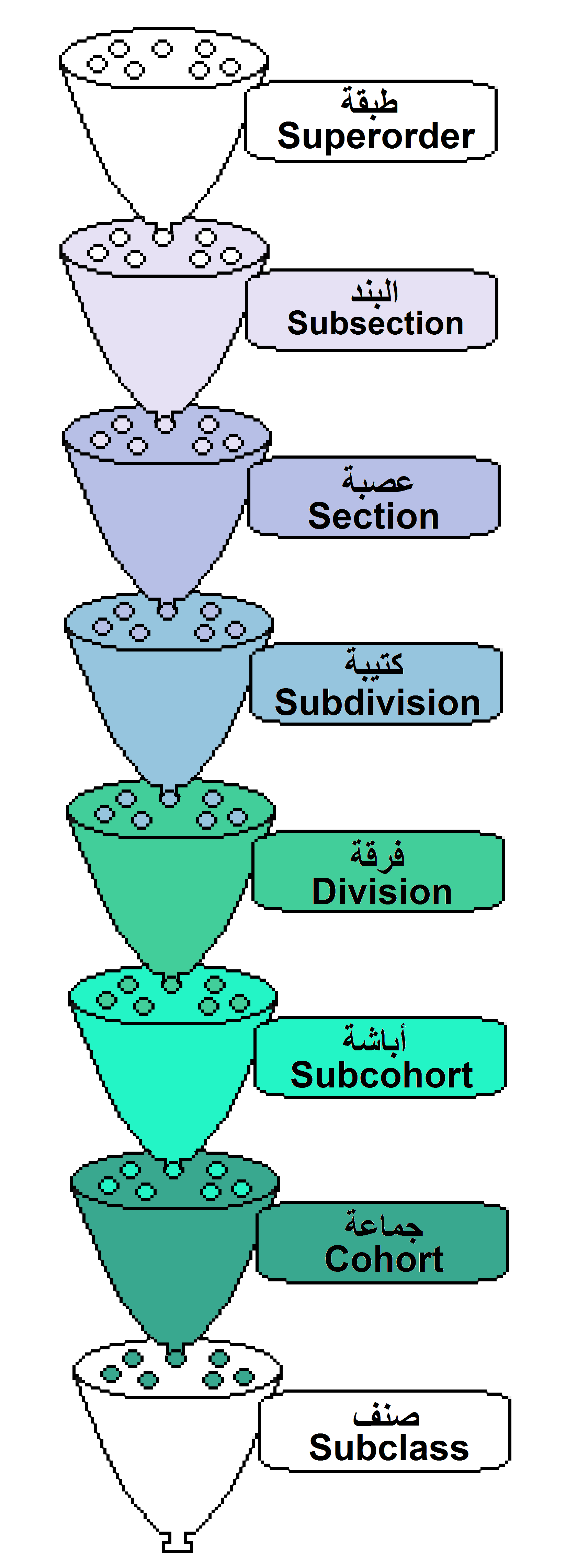
مثال على ترتيب التصنيفات من جماعة إلى بند الأكثر تداولا ضمن علم الحيوان

الأَتْرَابِيَّة أو الجماعة (بالإنجليزية: Cohort)‏ هي تصنيف فرعي ليس من التصنيفات الأساسية. في التصنيف الحيواني تأتي الأترابية بين تصنيفي الصنف والطبقة. وفي التصنيف النباتي تأتي أحيانا بين تصنيفي الشعبة والطائفة.